# Cyphomyia helvipennis
Cyphomyia helvipennis är en tvåvingeart som beskrevs av Günther Enderlein 1914. Cyphomyia helvipennis ingår i släktet Cyphomyia och familjen vapenflugor. Inga underarter finns listade i Catalogue of Life.